# Loire (navire)
Pour les articles homonymes, voir Loire (homonymie).
La Loire (indicatif visuel A615) est un bâtiment de soutien mobile (anciennement bâtiment de soutien logistique) de la Marine nationale française principalement affecté au soutien d'une force de bâtiments participant à la guerre des mines. Renommé en 1985 « Bâtiment de soutien mobile » (BSM), sa mission était néanmoins restée la même.

## Historique
Construite par la Direction des constructions et armes navales (DCAN), aujourd'hui Naval Group de Lorient, admise au service actif le 17 octobre 1967, sa carène reprenait les formes de coque des quatre autres bâtiments de soutien construits depuis 1961 : la Rance, le Rhône, le Rhin et la Garonne, tous désarmés désormais.
L'équipage se composait d'environ 150 marins : 10 officiers, 90 officiers mariniers et 50 quartiers-maîtres et matelots. L'équipage affecté au service général, qui recouvrait les domaines généraux communs à la conduite d'un bâtiment de guerre, était distingué de celui assurant le service de soutien, chargé de prestations destinées aux bâtiments antimines soutenus. L'équipage du bâtiment n'était pas féminisé mais des aménagements particuliers (chambres seules avec sanitaires et douches) permettaient néanmoins d'embarquer quelques personnels féminins.
Le bâtiment était long de 101,50 m et large de 13,10 m. Il disposait d'une grue sur l'avant, et d'une plate-forme pour hélicoptères assortie d'un hangar, plage arrière. Ses équipements d'information et de télécommunication furent modernisés durant sa carrière  et permettaient à un état-major embarqué de commander l'activité opérationnelle d'un groupe de bâtiments français et/ou étrangers.
Le BSM Loire a été désarmé en 2009, ce qui pose un réel problème pour le soutien des chasseurs de mines de la Marine nationale, lors des missions de longues durées, loin de leurs ports base de Brest et de Toulon. En effet aucun bâtiment destiné à cette mission n'a remplacé la Loire.
La coque à démanteler avait pour indicatif Q853. En juin 2018, c'est le chantier Galloo de Gand en Belgique qui a remporté le marché pour la déconstruction de six navires dont les BSM Loire, Rhin, Rhône et le BSS Rance. Son remorquage en Belgique s'est effectué par le remorqueur néerlandais Multratug 9 le 30 juin 2020 avant son démantèlement en juillet.

## Liste des commandants
| N° | Grade à la nomination  | Nom                            | Date de prise de commandement |
| 1  | Capitaine de corvette  | Samuel Hervé                   | 4 mars 1967                   |
| 2  | Capitaine de corvette  | Pierre Roulhac de Rochebrune   | 12 juillet 1968               |
| 3  | Capitaine de corvette  | Xavier Chaillou de Fourgerolle | 9 janvier 1970                |
| 4  | Capitaine de corvette  | François Piquet                | 15 janvier 1971               |
| 5  | Capitaine de corvette  | Jean Picard                    | 15 janvier 1972               |
| 6  | Capitaine de corvette  | Robert Esnault                 | 29 janvier 1973               |
| 7  | Capitaine de corvette  | Pierre Gelez                   | 8 février 1974                |
| 8  | Capitaine de corvette  | Claude Rouarch                 | 15 janvier 1975               |
| 9  | Capitaine de corvette  | Michel Herreman                | 29 juillet 1976               |
| 10 | Capitaine de frégate   | André Gay                      | 7 juillet 1977                |
| 11 | Capitaine de frégate   | Bernard Patte                  | 18 juillet 1978               |
| 12 | Capitaine de frégate   | Édouard Weiss                  | 6 septembre 1979              |
| 13 | Capitaine de frégate   | Gérard Savy                    | 2 septembre 1980              |
| 14 | Capitaine de frégate   | Jean-Pierre Robillard          | 1er septembre 1981            |
| 15 | Capitaine de frégate   | Gérard Bernaudin               | 21 août 1982                  |
| 16 | Capitaine de frégate   | Yves Le Buzulier               | 11 mai 1983                   |
| 17 | Capitaine de frégate   | Jean-Yves Achard               | 5 décembre 1983               |
| 18 | Capitaine de frégate   | Claude Gaucherand              | 7 décembre 1984               |
| 19 | Capitaine de frégate   | Gilles Waymel                  | 27 décembre 1985              |
| 20 | Capitaine de frégate   | Henri Parent                   | 16 décembre 1986              |
| 21 | Capitaine de frégate   | Michel Benoist de Beaupré      | 25 février 1988               |
| 22 | Capitaine de frégate   | Bernard Bacholle               | 2 mars 1989                   |
| 23 | Capitaine de frégate   | Robert Tromelin                | 2 mars 1990                   |
| 24 | Capitaine de frégate   | Philippe Convert               | 13 avril 1991                 |
| 25 | Capitaine de frégate   | Jean-Martin Tutenuit           | 17 avril 1992                 |
| 26 | Capitaine de frégate   | Robert Gaspard                 | 27 août 1993                  |
| 27 | Capitaine de frégate   | Michel Baert                   | 24 janvier 1995               |
| 28 | Capitaine de frégate   | Michel Herry                   | 31 juillet 1996               |
| 29 | Capitaine de frégate   | Pierre Jean-Luc Thelot         | 30 janvier 1998               |
| 30 | Capitaine de frégate   | Pierre Krotoff                 | 29 juillet 1999               |
| 31 | Capitaine de vaisseau  | Pascal Meyer                   | 1er mars 2001                 |
| 32 | Capitaine de frégate   | Pascal Hiebel                  | 30 août 2002                  |
| 33 | Capitaine de frégate   | Pierre Leterme                 | 26 février 2004               |
| 34 | Capitaine de frégate   | Bruno Tanqueray                | 29 juillet 2005               |
| 35 | Capitaine de frégate   | Guillaume de Roquefeuil        | 22 janvier 2007               |
| 36 | Capitaine de frégate   | Laurent Prost                  | 4 juillet 2008                |
| 37 | Lieutenant de vaisseau | Yves Bousquet                  | 4 septembre 2009              |